# HD 190964
HD 190964，又名BD+51 2763，SAO 32272、HR 7687，是一颗恒星，视星等为6.14，位于銀經86.31，銀緯10.65，其B1900.0坐标为赤經20h 2m 24.1s，赤緯+51° 10.65′ 8″。